# Elecciones generales de Uruguay de 1989
Las elecciones generales de Uruguay para el periodo 1990-1995 se realizaron el día domingo 26 de noviembre de 1989. El herrerista Luis Alberto Lacalle venció al liberal Jorge Batlle.

## Generalidades
El candidato presidencial blanco Luis Alberto Lacalle resultó ganador. Asumió el cargo el 1 de marzo de 1990, sustituyendo al anterior presidente Julio María Sanguinetti.
Junto a la elección de Presidente se votó el cargo de vicepresidente, correspondiendo a Gonzalo Aguirre, y los cargos de los 30 senadores y 99 diputados. El Senado de la XLIIIa Legislatura quedó compuesto por 12 senadores del Partido Nacional, 9 del Partido Colorado, 7 del Frente Amplio y 2 del Nuevo Espacio. La Cámara de Diputados de dicha legislatura, por su parte, quedó compuesta por 39 diputados blancos, 30 colorados, 21 frenteamplistas y 9 nuevoespacistas. Nótese que comparecieron 8 partidos al acto electoral.

## Postulantes
En esta elección rigió el hasta entonces usual sistema de doble voto simultáneo, por el cual cada partido podía presentar múltiples candidatos simultáneos a la Presidencia. Ante la Corte Electoral fueron presentadas una cantidad récord de hojas de votación. 
Luego de 5 años de denodados esfuerzos por reconstruir la economía y las instituciones del país, el Partido Colorado estaba desgastado por luchas intestinas y grandes secuelas de rencor. 1989 fue la hora del Partido Nacional. Supo capitalizar el descontento con el desgastado Partido Colorado, y sus candidatos exhibieron una imagen armónica y cordial ante la ciudadanía.
Los comparecientes fueron:
| Partido | Partido                      | Candidatos | Candidatos | Listas |
| --- | ---------------------------- | --- | --- | --- |
| | Partido Nacional             | | Luis Alberto Lacalle Herrera: el nieto del histórico caudillo Luis Alberto de Herrera hizo honor a su estirpe política, demostrando un excelente olfato electoral. En efecto, había sido elegido senador en 1984 en una lista minoritaria; pero a lo largo de cinco años desarrolló una inteligente actividad proselitista que lo condujo poco a poco a la primera plana nacional. Tejió una compleja alianza, que incluyó a su compañero de fórmula Gonzalo Aguirre Ramírez, a Walter Santoro, Dardo Ortiz y muchos otros caudillos importantes. Su consigna fue Creer para crecer. Dos listas al Senado cosecharon los votos de la ciudadanía:               | Herrerismo, encabezada por Ortiz, Lacalle y Santoro, obtuvo seis bancas. |
| Renovación y Victoria, encabezada por Aguirre y Sergio Abreu, obtuvo dos bancas.                                                                  | Partido Nacional             | | Luis Alberto Lacalle Herrera: el nieto del histórico caudillo Luis Alberto de Herrera hizo honor a su estirpe política, demostrando un excelente olfato electoral. En efecto, había sido elegido senador en 1984 en una lista minoritaria; pero a lo largo de cinco años desarrolló una inteligente actividad proselitista que lo condujo poco a poco a la primera plana nacional. Tejió una compleja alianza, que incluyó a su compañero de fórmula Gonzalo Aguirre Ramírez, a Walter Santoro, Dardo Ortiz y muchos otros caudillos importantes. Su consigna fue Creer para crecer. Dos listas al Senado cosecharon los votos de la ciudadanía:               | |
| | Partido Nacional             | Carlos Julio Pereyra: posicionado como el "ala izquierda" del partido, se afirmó en su oposición a la Ley de Caducidad en el plebiscito realizado meses antes. Si bien su votación fue respetable, su estrechez de liderazgo lo privó de conquistar la primera posición en un partido creciente. Presentaron dos listas al Senado:                                                                                | Movimiento Nacional de Rocha, encabezada por Pereyra, Wilson Elso Goñi y Rodolfo Nin Novoa, que obtuvo tres bancas; | |
| Unión Blanca Popular, encabezada por el candidato vicepresidencial Uruguay Tourné, no obtuvo banca.                                               | Partido Nacional             | Carlos Julio Pereyra: posicionado como el "ala izquierda" del partido, se afirmó en su oposición a la Ley de Caducidad en el plebiscito realizado meses antes. Si bien su votación fue respetable, su estrechez de liderazgo lo privó de conquistar la primera posición en un partido creciente. Presentaron dos listas al Senado:                                                                                | | |
| | Partido Nacional             | Alberto Zumarán: heredero del recientemente fallecido Wilson Ferreira Aldunate, carecía del carisma de este, y además se vio enfrentado a una lucha intestina con su hijo Juan Raúl; así, el histórico movimiento Por la Patria se vio reducido a su mínima expresión electoral. Llevó tres listas al Senado: | Zumarán y su compañero de fórmula Guillermo García Costa encabezaron la única lista que obtuvo una banca; | |
| Juan Raúl Ferreira Sienra encabezó la segunda lista, que compitió casi en pie de igualdad, pero sin obtener banca;                                | Partido Nacional             | Alberto Zumarán: heredero del recientemente fallecido Wilson Ferreira Aldunate, carecía del carisma de este, y además se vio enfrentado a una lucha intestina con su hijo Juan Raúl; así, el histórico movimiento Por la Patria se vio reducido a su mínima expresión electoral. Llevó tres listas al Senado: | | |
| Movimiento Social Cristiano (escindidos del Partido Demócrata Cristiano del Uruguay), encabezado por Daniel Sosa Días, obtuvo una magra votación. | Partido Nacional             | Alberto Zumarán: heredero del recientemente fallecido Wilson Ferreira Aldunate, carecía del carisma de este, y además se vio enfrentado a una lucha intestina con su hijo Juan Raúl; así, el histórico movimiento Por la Patria se vio reducido a su mínima expresión electoral. Llevó tres listas al Senado: | | |
| | Partido Colorado             | | Jorge Batlle: había vencido al "delfín" presidencial Enrique Tarigo en unas elecciones internas sectoriales en mayo de ese año; pero esa victoria interna, en la práctica significó la declaración de guerra de parte del presidente saliente Sanguinetti, con lo cual el clima electoral distó de ser el apropiado. Batlle impulsó su campaña bajo la consigna Para volver a vivir, y propuso vender las reservas de oro para pagar la deuda externa uruguaya. Le fue particularmente perjudicial su oposición al plebiscito de reforma de las jubilaciones. Su compañero de fórmula fue Jorge Sanguinetti. Las agrupaciones que acompañaron a Batlle fueron: | Batllismo Unido, en una lista al Senado se presentaron candidatos "jorgistas" y "sanguinettistas" (que llevaron, empero, listas separadas a diputados para las agrupaciones "Unidad y Reforma" y "Libertad y Cambio"), esta lista obtuvo cinco bancas;                                            |
| Corriente Batllista Independiente, encabezada por Manuel Flores Silva;                                                                            | Partido Colorado             | | Jorge Batlle: había vencido al "delfín" presidencial Enrique Tarigo en unas elecciones internas sectoriales en mayo de ese año; pero esa victoria interna, en la práctica significó la declaración de guerra de parte del presidente saliente Sanguinetti, con lo cual el clima electoral distó de ser el apropiado. Batlle impulsó su campaña bajo la consigna Para volver a vivir, y propuso vender las reservas de oro para pagar la deuda externa uruguaya. Le fue particularmente perjudicial su oposición al plebiscito de reforma de las jubilaciones. Su compañero de fórmula fue Jorge Sanguinetti. Las agrupaciones que acompañaron a Batlle fueron: | |
| Movimiento de Reafirmación Batllista, dirigido por Víctor Vaillant.                                                                               | Partido Colorado             | | Jorge Batlle: había vencido al "delfín" presidencial Enrique Tarigo en unas elecciones internas sectoriales en mayo de ese año; pero esa victoria interna, en la práctica significó la declaración de guerra de parte del presidente saliente Sanguinetti, con lo cual el clima electoral distó de ser el apropiado. Batlle impulsó su campaña bajo la consigna Para volver a vivir, y propuso vender las reservas de oro para pagar la deuda externa uruguaya. Le fue particularmente perjudicial su oposición al plebiscito de reforma de las jubilaciones. Su compañero de fórmula fue Jorge Sanguinetti. Las agrupaciones que acompañaron a Batlle fueron: | |
| | Partido Colorado             | Jorge Pacheco Areco: el expresidente casi no hizo campaña, pero muchos nostálgicos concurrieron masivamente a votarlo. Contó con el apoyo discursivo de su candidato a la vicepresidencia, Pablo Millor, de acusado cuño anticomunista. Las canciones de campaña insistían Yo tengo fe, Pacheco ganará. Un total de diez listas al Senado, casi todas encabezadas por Pacheco, contribuyeron al aluvión de votos: | Pacheco-Jude, la tradicional agrupación Lista 123 de la Unión Colorada y Batllista, obtuvo dos bancas; | |
| Pacheco-Millor, la novel Cruzada 94, obtuvo dos escaños;                                                                                          | Partido Colorado             | Jorge Pacheco Areco: el expresidente casi no hizo campaña, pero muchos nostálgicos concurrieron masivamente a votarlo. Contó con el apoyo discursivo de su candidato a la vicepresidencia, Pablo Millor, de acusado cuño anticomunista. Las canciones de campaña insistían Yo tengo fe, Pacheco ganará. Un total de diez listas al Senado, casi todas encabezadas por Pacheco, contribuyeron al aluvión de votos: | | |
| Pacheco-Juan Carlos Bugallo; | Partido Colorado             | Jorge Pacheco Areco: el expresidente casi no hizo campaña, pero muchos nostálgicos concurrieron masivamente a votarlo. Contó con el apoyo discursivo de su candidato a la vicepresidencia, Pablo Millor, de acusado cuño anticomunista. Las canciones de campaña insistían Yo tengo fe, Pacheco ganará. Un total de diez listas al Senado, casi todas encabezadas por Pacheco, contribuyeron al aluvión de votos: | | |
| Pacheco-Homero Bagnulo; | Partido Colorado             | Jorge Pacheco Areco: el expresidente casi no hizo campaña, pero muchos nostálgicos concurrieron masivamente a votarlo. Contó con el apoyo discursivo de su candidato a la vicepresidencia, Pablo Millor, de acusado cuño anticomunista. Las canciones de campaña insistían Yo tengo fe, Pacheco ganará. Un total de diez listas al Senado, casi todas encabezadas por Pacheco, contribuyeron al aluvión de votos: | | |
| Pacheco-Carlos López Fernández; | Partido Colorado             | Jorge Pacheco Areco: el expresidente casi no hizo campaña, pero muchos nostálgicos concurrieron masivamente a votarlo. Contó con el apoyo discursivo de su candidato a la vicepresidencia, Pablo Millor, de acusado cuño anticomunista. Las canciones de campaña insistían Yo tengo fe, Pacheco ganará. Un total de diez listas al Senado, casi todas encabezadas por Pacheco, contribuyeron al aluvión de votos: | | |
| Pacheco-Julio Barrabino; | Partido Colorado             | Jorge Pacheco Areco: el expresidente casi no hizo campaña, pero muchos nostálgicos concurrieron masivamente a votarlo. Contó con el apoyo discursivo de su candidato a la vicepresidencia, Pablo Millor, de acusado cuño anticomunista. Las canciones de campaña insistían Yo tengo fe, Pacheco ganará. Un total de diez listas al Senado, casi todas encabezadas por Pacheco, contribuyeron al aluvión de votos: | | |
| Pacheco-Bonilla; | Partido Colorado             | Jorge Pacheco Areco: el expresidente casi no hizo campaña, pero muchos nostálgicos concurrieron masivamente a votarlo. Contó con el apoyo discursivo de su candidato a la vicepresidencia, Pablo Millor, de acusado cuño anticomunista. Las canciones de campaña insistían Yo tengo fe, Pacheco ganará. Un total de diez listas al Senado, casi todas encabezadas por Pacheco, contribuyeron al aluvión de votos: | | |
| Pacheco-Cosentino; | Partido Colorado             | Jorge Pacheco Areco: el expresidente casi no hizo campaña, pero muchos nostálgicos concurrieron masivamente a votarlo. Contó con el apoyo discursivo de su candidato a la vicepresidencia, Pablo Millor, de acusado cuño anticomunista. Las canciones de campaña insistían Yo tengo fe, Pacheco ganará. Un total de diez listas al Senado, casi todas encabezadas por Pacheco, contribuyeron al aluvión de votos: | | |
| Horacio García Méndez; | Partido Colorado             | Jorge Pacheco Areco: el expresidente casi no hizo campaña, pero muchos nostálgicos concurrieron masivamente a votarlo. Contó con el apoyo discursivo de su candidato a la vicepresidencia, Pablo Millor, de acusado cuño anticomunista. Las canciones de campaña insistían Yo tengo fe, Pacheco ganará. Un total de diez listas al Senado, casi todas encabezadas por Pacheco, contribuyeron al aluvión de votos: | | |
| Luisa d'Angelo. | Partido Colorado             | Jorge Pacheco Areco: el expresidente casi no hizo campaña, pero muchos nostálgicos concurrieron masivamente a votarlo. Contó con el apoyo discursivo de su candidato a la vicepresidencia, Pablo Millor, de acusado cuño anticomunista. Las canciones de campaña insistían Yo tengo fe, Pacheco ganará. Un total de diez listas al Senado, casi todas encabezadas por Pacheco, contribuyeron al aluvión de votos: | | |
| | Partido Colorado             | Hugo Fernández Faingold: el exministro de Trabajo de Sanguinetti impulsó infructuosamente una candidatura propia, buscando marcar un perfil batllista tradicional. Presentó una sola lista al Senado, que no obtuvo banca. | | |
| | Frente Amplio                | | Líber Seregni: el histórico dirigente de izquierda pudo volver a postularse finalmente. Fue acompañado en la fórmula por Danilo Astori, un dirigente en ascenso, quien a su vez se postuló al Senado por todas las listas: | Lista 1001, Democracia Avanzada: Astori-Germán Araújo, obtuvo su mejor votación histórica y cuatro bancas; |
| Lista 77, Vertiente Artiguista: Astori-Mariano Arana, una banca;                                                                                  | Frente Amplio                | | Líber Seregni: el histórico dirigente de izquierda pudo volver a postularse finalmente. Fue acompañado en la fórmula por Danilo Astori, un dirigente en ascenso, quien a su vez se postuló al Senado por todas las listas: | |
| Lista 90, Partido Socialista del Uruguay: Astori-Reinaldo Gargano, dos bancas;                                                                    | Frente Amplio                | | Líber Seregni: el histórico dirigente de izquierda pudo volver a postularse finalmente. Fue acompañado en la fórmula por Danilo Astori, un dirigente en ascenso, quien a su vez se postuló al Senado por todas las listas: | |
| Lista 205, Movimiento 20 de Mayo y Unión Popular: Astori-Alberto Pérez Pérez;                                                                     | Frente Amplio                | | Líber Seregni: el histórico dirigente de izquierda pudo volver a postularse finalmente. Fue acompañado en la fórmula por Danilo Astori, un dirigente en ascenso, quien a su vez se postuló al Senado por todas las listas: | |
| Lista 609, Movimiento de Participación Popular: Astori-Helios Sarthou                                                                             | Frente Amplio                | | Líber Seregni: el histórico dirigente de izquierda pudo volver a postularse finalmente. Fue acompañado en la fórmula por Danilo Astori, un dirigente en ascenso, quien a su vez se postuló al Senado por todas las listas: | |
| Lista 326, Movimiento 26 de Marzo: Astori-Vázquez.                                                                                                | Frente Amplio                | | Líber Seregni: el histórico dirigente de izquierda pudo volver a postularse finalmente. Fue acompañado en la fórmula por Danilo Astori, un dirigente en ascenso, quien a su vez se postuló al Senado por todas las listas: | |
| | Nuevo Espacio                | | Hugo Batalla: el ex colorado y ex frenteamplista siguió un camino propio, apoyado por el Partido Demócrata Cristiano del Uruguay y la Unión Cívica. Fue acompañado en la fórmula por el economista José Manuel Quijano. Un total de 3 listas al Senado convocaron a los votantes: | Lista 99, Por el Gobierno del Pueblo, encabezada por Hugo Batalla y Carlos Cassina, que obtuvo dos bancas. En la Cámara de Representantes, entre otros, fueron elegidos tres diputados que, cinco años después, marcarían distintos caminos: Yamandú Fau, Rafael Michelini y Daniel Díaz Maynard. |
| Lista 808, Partido Demócrata Cristiano, encabezada por Juan Pablo Terra Gallinal;                                                                 | Nuevo Espacio                | | Hugo Batalla: el ex colorado y ex frenteamplista siguió un camino propio, apoyado por el Partido Demócrata Cristiano del Uruguay y la Unión Cívica. Fue acompañado en la fórmula por el economista José Manuel Quijano. Un total de 3 listas al Senado convocaron a los votantes: | |
| Lista 80, Unión Cívica, encabezada por Humberto Ciganda.                                                                                          | Nuevo Espacio                | | Hugo Batalla: el ex colorado y ex frenteamplista siguió un camino propio, apoyado por el Partido Demócrata Cristiano del Uruguay y la Unión Cívica. Fue acompañado en la fórmula por el economista José Manuel Quijano. Un total de 3 listas al Senado convocaron a los votantes: | |
| | Partido Verde Eto-Ecologista | Rodolfo V. Tálice | Rodolfo V. Tálice | Rodolfo V. Tálice |
| | Partido de los Trabajadores  | Juan Vital Andrada | Juan Vital Andrada | Juan Vital Andrada |
| | Movimiento Justiciero        | Bolívar Espínola | Bolívar Espínola | Bolívar Espínola |
| | Convergencia Socialista      | Nancy Espasandín | Nancy Espasandín | Nancy Espasandín |

## Fórmulas ganadoras dentro de sus Partidos

### Partido Nacional
|                                 |                            |
|                                 |                            |
| Luis Alberto Lacalle de Herrera | Gonzalo Aguirre            |
| Candidato a Presidente          | Candidato a Vicepresidente |
|                                 |                            |

### Partido Colorado
|                        |                            |
|                        |                            |
| Jorge Batlle           | Jorge Sanguinetti          |
| Candidato a Presidente | Candidato a Vicepresidente |
|                        |                            |

### Frente Amplio
|                        |                            |
|                        |                            |
| Líber Seregni          | Danilo Astori              |
| Candidato a Presidente | Candidato a Vicepresidente |
|                        |                            |

### Nuevo Espacio
|                        |                            |
|                        |                            |
| Hugo Batalla           | José Manuel Quijano        |
| Candidato a Presidente | Candidato a Vicepresidente |
|                        |                            |

## Resultados de la elección presidencial
El resultado de las elecciones presidenciales fue el siguiente:
| Partido político               | Fórmula presidencial                                   | Votos al candidato                 | Porcentaje en el total             | Votos al partido | Porcentaje | Senadores | Diputados | Resultado        |
| ------------------------------ | ------------------------------------------------------ | ---------------------------------- | ---------------------------------- | ---------------- | ---------- | --------- | --------- | ---------------- |
| Partido Nacional               | Luis Alberto Lacalle Herrera - Gonzalo Aguirre Ramírez | 444.839                            | 21,63 %                            | 765.990          | 37,25 %    | 12/30     | 39/99     | Fórmula ganadora |
| Partido Nacional               | Carlos Julio Pereyra - Uruguay Tourné                  | 218.656                            | 10,63 %                            | 765.990          | 37,25 %    | 12/30     | 39/99     |                  |
| Partido Nacional               | Alberto Zumarán - Guillermo García Costa               | 101.046                            | 4,91 %                             | 765.990          | 37,25 %    | 12/30     | 39/99     |                  |
| Partido Nacional               | Adj. al lema                                           | 1.449                              | 0,07 %                             | 765.990          | 37,25 %    | 12/30     | 39/99     |                  |
| Partido Colorado               | Jorge Batlle Ibáñez - Jorge Sanguinetti                | 291.944                            | 14,20 %                            | 596.964          | 29,03 %    | 9/30      | 30/99     |                  |
| Partido Colorado               | Jorge Pacheco Areco - Pablo Millor                     | 289.222                            | 14,06 %                            | 596.964          | 29,03 %    | 9/30      | 30/99     |                  |
| Partido Colorado               | Hugo Fernández Faingold - Enrique Vispo                | 14.482                             | 0,70 %                             | 596.964          | 29,03 %    | 9/30      | 30/99     |                  |
| Partido Colorado               | Adj. al lema                                           | 1.316                              | 0,06 %                             | 596.964          | 29,03 %    | 9/30      | 30/99     |                  |
| Frente Amplio                  | Líber Seregni - Danilo Astori                          | Líber Seregni - Danilo Astori      | Líber Seregni - Danilo Astori      | 418.403          | 20,35 %    | 7/30      | 21/99     |                  |
| Nuevo Espacio                  | Hugo Batalla - José Manuel Quijano                     | Hugo Batalla - José Manuel Quijano | Hugo Batalla - José Manuel Quijano | 177.453          | 8,63 %     | 2/30      | 9/99      |                  |
| Partido Verde Eto-Ecologista   | Rodolfo V. Tálice - Mabel Portillo                     | Rodolfo V. Tálice - Mabel Portillo | Rodolfo V. Tálice - Mabel Portillo | 10.835           | 0,53 %     | 0/30      | 0/99      |                  |
| Movimiento Justiciero          | Bolívar Espínola                                       | Bolívar Espínola                   | Bolívar Espínola                   | 441              | 0,02 %     | 0/30      | 0/99      |                  |
| Partido de los Trabajadores    | Juan Vital Andrada                                     | Juan Vital Andrada                 | Juan Vital Andrada                 | 310              | 0,02 %     | 0/30      | 0/99      |                  |
| Convergencia Socialista        | Nancy Espasandín                                       | Nancy Espasandín                   | Nancy Espasandín                   | 190              | 0,01 %     | 0/30      | 0/99      |                  |
| Plebiscitos                    | Reforma jubilatoria                                    | Reforma jubilatoria                | Reforma jubilatoria                | 1.490.857        | 72,5 %     | 72,5 %    | 72,5 %    | Aprobado         |
| Votos en blanco                | Votos en blanco                                        | Votos en blanco                    | Votos en blanco                    | 64.284           | 3,13 %     | 3,13 %    | 3,13 %    | 3,13 %           |
| Votos anulados                 | Votos anulados                                         | Votos anulados                     | Votos anulados                     | 21.485           | 1,04 %     | 1,04 %    | 1,04 %    | 1,04 %           |
| Total de votos emitidos        | Total de votos emitidos                                | Total de votos emitidos            | Total de votos emitidos            | 2.056.355        | 2.056.355  | 2.056.355 | 2.056.355 | 2.056.355        |
| Total de electores habilitados | Total de electores habilitados                         | Total de electores habilitados     | Total de electores habilitados     | 2.319.022        | 2.319.022  | 2.319.022 | 2.319.022 | 2.319.022        |

Los resultados por departamento fueron los siguientesː
| Departamento   | Partido Nacional | Partido Nacional | Partido Colorado | Partido Colorado | Frente Amplio | Frente Amplio | Nuevo Espacio | Nuevo Espacio | Partido Verde Eto-Ecologista | Partido Verde Eto-Ecologista | Movimiento Justiciero | Movimiento Justiciero | Partido de Los Trabajadores | Partido de Los Trabajadores | Convergencia Socialista | Convergencia Socialista | Votos Válidos | Votos Blancos | Votos Nulos | Votos Emitidos |
| Artigas        | 19766            | 44,08%           | 19061            | 42,51%           | 2193          | 4,89%         | 1743          | 3,89%         | 37                           | 0,08%                        | 0                     | 0,00%                 | 0                           | 0,00%                       | 0                       | 0,00%                   | 42800         | 1573          | 469         | 44842          |
| Canelones      | 87251            | 39,07%           | 70153            | 31,41%           | 35424         | 15,86%        | 17849         | 7,99%         | 1099                         | 0,49%                        | 77                    | 0,03%                 | 27                          | 0,01%                       | 8                       | 0,00%                   | 211888        | 6425          | 5007        | 223320         |
| Cerro Largo    | 32577            | 59,61%           | 15675            | 28,68%           | 3007          | 5,50%         | 1729          | 3,16%         | 215                          | 0,39%                        | 0                     | 0,00%                 | 0                           | 0,00%                       | 0                       | 0,00%                   | 53203         | 1013          | 432         | 54648          |
| Colonia        | 40476            | 49,02%           | 26249            | 31,79%           | 9067          | 10,98%        | 3856          | 4,67%         | 194                          | 0,23%                        | 0                     | 0,00%                 | 29                          | 0,04%                       | 0                       | 0,00%                   | 79871         | 1900          | 805         | 82576          |
| Durazno        | 21239            | 57,66%           | 10776            | 29,25%           | 2069          | 5,62%         | 1174          | 3,19%         | 68                           | 0,18%                        | 0                     | 0,00%                 | 0                           | 0,00%                       | 0                       | 0,00%                   | 35326         | 1094          | 417         | 36837          |
| Flores         | 9480             | 53,17%           | 5544             | 31,09%           | 1351          | 7,58%         | 684           | 3,84%         | 61                           | 0,34%                        | 0                     | 0,00%                 | 0                           | 0,00%                       | 0                       | 0,00%                   | 17120         | 560           | 151         | 17831          |
| Florida        | 22540            | 48,44%           | 15224            | 32,72%           | 4222          | 9,07%         | 3070          | 6,60%         | 95                           | 0,20%                        | 0                     | 0,00%                 | 16                          | 0,03%                       | 0                       | 0,00%                   | 45167         | 971           | 392         | 46530          |
| Lavalleja      | 22888            | 49,95%           | 16629            | 36,29%           | 2251          | 4,91%         | 2249          | 4,91%         | 143                          | 0,31%                        | 0                     | 0,00%                 | 0                           | 0,00%                       | 0                       | 0,00%                   | 44160         | 1168          | 497         | 45825          |
| Maldonado      | 28584            | 42,28%           | 22331            | 33,03%           | 7444          | 11,01%        | 5504          | 8,14%         | 834                          | 1,23%                        | 0                     | 0,00%                 | 0                           | 0,00%                       | 0                       | 0,00%                   | 64697         | 2387          | 524         | 67608          |
| Montevideo     | 241222           | 25,49%           | 226372           | 23,92%           | 312778        | 33,05%        | 118977        | 12,57%        | 6728                         | 0,71%                        | 350                   | 0,04%                 | 197                         | 0,02%                       | 178                     | 0,02%                   | 906802        | 31386         | 8207        | 946395         |
| Paysandú       | 34026            | 49,05%           | 21099            | 30,41%           | 6912          | 9,96%         | 3929          | 5,66%         | 264                          | 0,38%                        | 0                     | 0,00%                 | 0                           | 0,00%                       | 0                       | 0,00%                   | 66230         | 2655          | 492         | 69377          |
| Río Negro      | 12302            | 38,99%           | 13527            | 42,88%           | 3214          | 10,19%        | 1011          | 3,20%         | 28                           | 0,09%                        | 0                     | 0,00%                 | 4                           | 0,01%                       | 0                       | 0,00%                   | 30086         | 1024          | 439         | 31549          |
| Rivera         | 30509            | 47,86%           | 26299            | 41,26%           | 3322          | 5,21%         | 1167          | 1,83%         | 64                           | 0,10%                        | 0                     | 0,00%                 | 5                           | 0,01%                       | 0                       | 0,00%                   | 61366         | 1792          | 587         | 63745          |
| Rocha          | 23134            | 48,74%           | 17758            | 37,42%           | 2752          | 5,80%         | 1846          | 3,89%         | 21                           | 0,04%                        | 0                     | 0,00%                 | 4                           | 0,01%                       | 0                       | 0,00%                   | 45515         | 1439          | 508         | 47462          |
| Salto          | 33628            | 47,15%           | 24503            | 34,36%           | 5771          | 8,09%         | 3519          | 4,93%         | 380                          | 0,53%                        | 0                     | 0,00%                 | 0                           | 0,00%                       | 0                       | 0,00%                   | 67801         | 2976          | 540         | 71317          |
| San José       | 31716            | 53,81%           | 14938            | 25,35%           | 5901          | 10,01%        | 3920          | 6,65%         | 230                          | 0,39%                        | 14                    | 0,02%                 | 0                           | 0,00%                       | 4                       | 0,01%                   | 56723         | 1577          | 636         | 58936          |
| Soriano        | 27284            | 47,70%           | 18948            | 33,13%           | 5517          | 9,65%         | 2594          | 4,54%         | 164                          | 0,29%                        | 0                     | 0,00%                 | 7                           | 0,01%                       | 0                       | 0,00%                   | 54514         | 1999          | 683         | 57196          |
| Tacuarembó     | 30448            | 52,18%           | 20183            | 34,59%           | 3740          | 6,41%         | 1746          | 2,99%         | 115                          | 0,20%                        | 0                     | 0,00%                 | 21                          | 0,04%                       | 0                       | 0,00%                   | 56253         | 1593          | 510         | 58356          |
| Treinta y Tres | 16920            | 52,87%           | 11695            | 36,54%           | 1468          | 4,59%         | 886           | 2,77%         | 95                           | 0,30%                        | 0                     | 0,00%                 | 0                           | 0,00%                       | 0                       | 0,00%                   | 31064         | 752           | 189         | 32005          |
| Totales        | 765990           | 37,25%           | 596964           | 29,03%           | 418403        | 20,35%        | 177453        | 8,63%         | 10835                        | 0,53%                        | 441                   | 0,02%                 | 310                         | 0,02%                       | 190                     | 0,01%                   | 1970586       | 64284         | 21485       | 2056355        |

## Elecciones municipales

Resultados finales de las elecciones departamentales de 1989:
Partido Nacional
Partido Colorado
Frente Amplio

Simultáneamente se celebraron las elecciones de los 19 Intendentes Municipales y las correspondientes Juntas Departamentales. Por primera vez en la historia, un partido no tradicional conquistó la Intendencia de Montevideo, resultando electo el Dr. Tabaré Vázquez del Frente Amplio. En el resto del país, fueron elegidos 16 intendentes blancos y 2 colorados.

### Artigas
Nuevamente se confirmó que Artigas era un departamento con fuerte presencia del Partido Colorado. Ariel Riani de la Unión Colorada y Batllista resultó ungido ganador.

### Canelones
Un departamento con tradicional mayoría colorada, eligió sin embargo a un intendente blanco, el herrerista José Andújar; también se postulaba por el Partido Nacional José Esteban Gesto. Respecto de los colorados, no logró la reelección el titular Tabaré Hackenbruch; otros postulantes fueron el batllista Orlando Virgili y el pachequista Natalio Gelber. El Frente Amplio postuló al comunista Juan Antonio Rodríguez.

### Cerro Largo
Departamento de larga tradición blanca; fue reelecto Rodolfo Nin Novoa del Movimiento Nacional de Rocha.

### Colonia
Este departamento siguió en manos blancas, con el joven rochano Juan Carlos Curbelo (este fallece en un accidente en 1992, siendo sustituido por su primer suplente, el médico Mario Gayol).

### Durazno
Departamento de larga tradición blanca, eligió a Raúl Iturria.

### Flores
Otro departamento de prolongada tradición blanca que reeligió a su titular Walter Echeverría.

### Florida
Luego de una deslucida gestión del colorado Augusto Montesdeoca, ganó el blanco Cono Alfredo Brescia.

### Lavalleja
Ganó el blanco Héctor Leis en una reñida votación.

### Maldonado
Históricamente con una fuerte presencia colorada, en esta ocasión se impuso un blanco, el herrerista Domingo Burgueño, que desplazó al colorado Benito Stern.

### Montevideo
Por primera vez triunfó un izquierdista, Tabaré Vázquez, quien saltó a la notoriedad pública, proyectándose a los primeros niveles de la política nacional. El Partido Colorado, que se batía en retirada, postuló a Lucio Cáceres (que inicia así su carrera política), Amílcar Vasconcellos y César Franzini. El Partido Nacional llevó como candidatos a Carlos Cat, Eladio Fernández Menéndez y Héctor del Campo. Por su parte, el Nuevo Espacio postuló a Samuel Lichtensztejn.

### Paysandú
Como Walter Belvisi estaba impedido de volverse a postular, el Partido Colorado no tuvo un buen puntero; y resultó elegido el blanco Jorge Larrañaga, que iniciaría una larga y prometedora carrera política.

### Río Negro
Uno de los dos únicos departamentos en elegir a un colorado; el reelecto Mario Carminatti confirmó en las urnas el favoritismo de su pueblo.

### Rivera
El herrerista Martín Padern marcó la ascendente presencia blanca, desplazando al oficialismo colorado.

### Rocha
El colorado pachequista Adauto Puñales, que se postulaba a la reelección fue derrotado por el nacionalista Irineu Riet Correa.

### Salto
Un resonante triunfo blanco del contador Eduardo Minutti.

### San José
El blanco Juan Chiruchi confirmó su fuerte presencia, resultando reelecto.

### Soriano
Triunfo nacionalista de Holf Caresani.

### Tacuarembó
Un departamento de larga tradición blanca, eligió a Sergio Chiesa.

### Treinta y Tres
Históricamente blanco, reeligió al rochano Wilson Elso Goñi, que sin embargo optó por una banca en el Senado y posteriormente un Ministerio; en su lugar quedó el primer suplente, Pedro Orlando Lemes.

## Plebiscito constitucional
Se presentó a consideración de la ciudadanía un plebiscito que pretendía reformar el sistema de aumento de las jubilaciones. Las múltiples agrupaciones políticas que le dieron su apoyo, entregaban a los ciudadanos las hojas de votación con la papeleta del "Sí" incluida. Dicha propuesta recibió un voto ampliamente favorable, y así, el artículo 67 de la Constitución de la República resultó modificado.

## El protagonismo de las encuestas
Una particularidad en estas elecciones, fue el protagonismo inusitado de las encuestas de opinión. Ya desde un año antes de las elecciones, las encuestas más científicas y cuidadosas comenzaron a pronosticar una posible victoria del Partido Nacional. Muchos consideraban "ilógica" tal victoria, alegando que el Partido Nacional "no estaba capacitado para gobernar"; y circularon entonces algunas encuestas que daban por ganador al Partido Colorado. 
Además, en la interna nacionalista, dado el otrora considerable peso de Por la Patria, muchos (especialmente los propios políticos de ese sector) daban por obvia una victoria de Zumarán, considerando casi "imposible" una victoria de quien fuera a la postre el claro ganador, Luis Alberto Lacalle. A partir de entonces, el público comenzó a mirar con otros ojos a las encuestas de opinión política en Uruguay.